# Club Penguin
『Club Penguin』（クラブペンギン）は、かつてディズニーが提供していたオンラインゲーム。ペンギンをモチーフに、子ども向けのオンラインゲームとして開発された。開発は、カナダのNew Horizon Interactive（現在はDisney Canada Inc.）。日本でも、2009年に日本語版βテストモニターが実施され、2010年に正式版が公開された。

## 概要
プレイヤーは、漫画風タッチで描かれたペンギンのアバターを使用し、1年中冬に設定された仮想空間でプレイしていた。
βテストの後、2005年10月24日、Club Penguinとして一般公開され、2007年後半までに3000万人以上のユーザーを抱える大規模なオンラインコミュニティに成長した。2013年7月には2億人を超えるユーザーがいた。
ゲーム収益自体は、有料コンテンツに依存していたが、プレイヤーは無料会員登録のみでの利用も可能で、ゲーム内通貨のコインを用いて、アバターの洋服や家具を購入することもできた。 
Club Penguinの商業的成功によって、2007年8月、開発元であるNew Horizon Interactiveはウォルト・ディズニー・カンパニーによって3億5000万ドルで買収され、さらに、2009年にはディズニー側から3億5000万ドルのボーナスを受け取った。
元々、6～14歳の子どもを対象として開発され、利用する子どもへの安全性が焦点となった。そのため、ゲームにはユーザーが定型文が示されたメニューを通してのみ他のプレイヤーと会話できる「アルティメット・セーフ・チャット」モードや個人情報の漏洩を防ぐフィルタリング、モデレーターと呼ばれる管理人がパトロールを行うなど、子ども向けにいくつかの機能が実装された。
2017年1月30日、ClubPenguinが2017年3月29日に「中止」されることが発表され、2017年3月30日午前12時1分にサーバーがシャットダウンされた。
2017年1月13日、それまでのFlashではなく、Unityベースで開発された「Club Penguin Island」が公開された。しかし、こちらも2018年12月20日にサービス終了した。
なお、旧作となった「Club Penguin」は、そのSWFファイルをもとに多くのプライベートサーバーに移植された。最も人気のある「Super Club Penguin」と「Club Penguin Rewritten」は、200万人以上のプレイヤーに到達している。